# ジングル・オール・ザ・ウェイ
『ジングル・オール・ザ・ウェイ』（Jingle All the Way）は、1996年にアメリカ合衆国で製作された映画作品。ブライアン・レヴァントが監督を、アーノルド・シュワルツェネッガーが主演を務めた。アメリカでは1996年11月に、日本など世界各国では同年12月に公開された。
主人公ハワードが、息子ジェイミーへのクリスマスプレゼントを手に入れるために、クリスマス・イヴで賑わう街を悪戦苦闘しながら奔走する姿が描かれる。クリスマスを舞台としたコメディ作品だが、終盤に突如SFアクションが展開する。
『マイティ・モーフィン・パワーレンジャー』の大ヒットによるおもちゃの品切れ騒動が、脚本のモチーフになっている。日本でのキャッチコピーは「どうする！シュワ」

## あらすじ
運動器具会社社長のハワードは、仕事に追われる多忙な日々を送っている。そのため、8歳の息子ジェイミーとの約束を破ってばかりで、彼の空手の段の授与式に行くことができずに怒らせてしまう。
ジェイミーの機嫌を取るためにハワードは、子供たちに大人気のテレビ番組のヒーローこと「ターボマン」フィギュアをクリスマスにプレゼントすることを約束する。ジェイミーと仲直りして上機嫌になったハワードだったが、妻リズに「1週間前に予約するように頼んだ」と言われるまで、そのことをすっかり忘れていた。さらに、「ターボマンのフィギュアは人気があり品薄状態だ」と聞かされ、クリスマス・イヴに慌てて買いに行くことになる。ジェイミーに「ターボマンが登場するクリスマス・パレードまでに戻る」と言ったものの、どこの店に行っても品切れで、「今更買いに来るなんて」と店員や客たちに失笑されてしまう。
ハワードは何とかしてフィギュアを手に入れようと躍起となり、同じくフィギュアを探す郵便配達員マイロンと先を争っておもちゃ屋を探し回るが、なかなか見付けることが出来ない。そんな中、「ショッピングモールにフィギュアが入荷した」と聞いた二人はショッピングモールに向かい、他の客と共に抽選券を奪い合い殴り合いとなる。ハワードは落とした抽選ボールを取り戻すために、ボールを持った少女に近付こうとするが変質者扱いされて追い出されてしまう。そこでサンタ姿の男に出会い、「フィギュアを持っているから」と言われ近くの工場に向かう。念願のフィギュアを手に入れたハワードだったが、そのフィギュアが外見だけを似せた偽物だと気付き、工場内のサンタたちと格闘戦になる。そこに警察が踏み込み全員が偽物製造の罪で逮捕されるが、ハワードは機転を利かせて逮捕を免れた。
ハワードはリズに電話をかけるが、電話に出たジェイミーにやつ当たりしてしまい怒らせてしまう。意気消沈したハワードは偶然再会したマイロンと共に塞ぎ込む。会話をしていると、ラジオで「サンタの8匹のトナカイの名前を当てたらターボマン・フィギュアをプレゼントする」という話があり、その話を聞いた二人は、近くにあるラジオ局に急行する。しかし二人を不審者だと思ったDJが警察に通報してしまった上、ラジオの話はおもちゃの引換券の話であった。マイロンは機転を利かせ、二人は何とか逃げることに成功する。憔悴し切って自宅に戻ったハワードは、リズが隣家のバツイチ男テッドとクリスマスの準備をしている姿を見て激怒し、テッドが自分の息子のために用意していたフィギュアを盗み出す。しかし、ハワードは自分の行為を恥じて返すことにしたが、それは思い通りに行かなかったばかりか、テッドの家でボヤ騒ぎを起こしてしまう。騒ぎを見て駆け付けたリズとテッドに見られたハワードは信用をなくし、リズはテッドと共にジェイミーを連れてパレードに行ってしまう。
ハワードは絶望するが、ジェイミーが描いた家族の似顔絵を見て奮起し、再びフィギュアを探すため街中に出かける。すると、そこでパレードに出演するバイトと間違えられ、ターボマン役としてパレードに参加することになる。一方、自分に言い寄って来るテッドを振り切ったリズはジェイミーと共にパレードを見物し、ハワードが扮しているターボマンを見つける。ハワードは演出の一環としてジェイミーを呼び出し、ターボマンのフィギュアをプレゼントするが、そこに悪役に扮したマイロンが現れ、フィギュアを奪い取ろうとする。
ハワードはジェイミーを逃がしてマイロンと戦い出し、スタッフたちは台本と違うことをやり始めた二人を見て慌て出す。ジェイミーはビルの屋上にあるイルミネーションに登り逃げようとするが、マイロンも後を追ってきて地上に落ちそうになる。ハワードは衣裳に取り付けてあったターボ・ブースターを使って空を飛んでジェイミーを助け出し、地上に落ちたマイロンは運よく助かるが警察に逮捕される。
ハワードは観衆から喝采を浴びる中で自分の正体を明かし、妻子と仲直りする。その横をマイロンが連行されて行くが、ジェイミーは「自分には本物のターボマンがいるから」と言ってマイロンにフィギュアを手渡す。
騒動が終結し、ハワードは自宅でクリスマスを迎えるが、リズに「私へのプレゼントも期待していいのよね」と問われ、息子にかまい続けたために妻へのプレゼントを用意していないことに気付くのだった。

## 登場人物
ハワード・ラングストン
演 - アーノルド・シュワルツェネッガー
本作の主人公。運動器具会社社長。家族への愛情はあるのだが、仕事の多忙から家庭を顧みない日々が続いている。息子のジェイミーの機嫌を取る為、彼の欲しがっている「ターボマン」の人形を買う事を約束するが、そもそもそれは2週間以上前から予定していたことだったが、妻のリズに指摘されるまですっかり忘れていた。クリスマスイブ当日に慌てて人形を買いに街に飛び出すが、彼の前には様々な困難やトラブルが待ち受けているのだった。
数々の災難に見舞われながら結局人形を手に入れる事が出来ず、更に妻子の信用まで失ってしまうが、「ジェイミーと一緒にパレードに行く」と言うせめてもの約束を果たすために向かったパレード会場にて、役者に間違えられたことで偶然にも自らがターボマンになってしまう。それを活かしてジェイミーに人形をプレゼントするも、直後に現れたマイロンと戦う羽目になり、慣れないターボマンスーツの機能に振り回されながらもマイロンを撃退し、ジェイミーを救出。正体を明かして妻子との和解を果たし、本物のターボマンとして観衆から喝采を浴びた。しかしその夜、もう一つ大事な事を忘れていた事に気付く。
マイロン・ララビー
演 - シンバッド
郵便配達員。ハワードと同じく、クリスマスイブ当日に息子へのプレゼントのターボマン人形を買いに来た。女房とは別れているが、その女房は自分の郵便配達の同僚達と関係を持っているらしい。本人曰く、短大では心理学を専攻していたとの事（但し、中退している）。平時はハワードに親し気に接するも、ターボマン人形を巡る状況になるや否や互いに激しく対立し、幾度となくハワードと人形の争奪戦を繰り広げる。ターボマンの事をよく「タートルマン」と間違える。
息子のプレゼントへの執念は凄まじく、パレードにてハワードがターボマンに扮していると知ると、ターボマンの宿敵である「デメンター」の役者を襲ってコスチュームを奪い、自身がデメンターと化してまでパレードに乱入。ジェイミーにプレゼントされた人形を奪うべく、ターボマンとなったハワードとの最後の対決に臨む。人形を持って逃げるジェイミーを追い、ビルのイルミネーションまで追い詰めて人形を奪い取るも、ハワードの放ったターボブーメランが直撃して落下した後に警察に包囲された。その後は連行されるが、ジェイミーから人形を譲られて改心し、危険な目に遭わせた事を謝罪した。
リズ・ラングストン
演 - リタ・ウィルソン
ハワードの妻。夫であるハワードの事は愛しているが、家庭を顧みない事には少なからず不満を抱いている。隣人であるテッドに好意を寄せられているが、彼女自身はテッドの八方美人な態度を快くは思っていない。
クリスマスイブ当日、「人形を会社に忘れたので取りに行く」というハワードの嘘を信じて家で待っていたが、ハワードが電話口でジェイミーを怒鳴りつけた事や、テッド宅に人形を盗みに入った事から愛想を尽かし、当てつけのようにテッド親子を誘ってジェイミーと共にパレードに行ってしまう。しかし車内に二人きりになった途端、テッドがここぞとばかりに言い寄ってきた為、それを殴りつけて逃げた。最後はマイロンの騒動を経てハワードと和解。一連のハワードの努力も知った事で彼を見直すが…。
ジェイミー・ラングストン
演 - ジェイク・ロイド
ハワードの息子。8歳。空手教室に通っている。ターボマンの大ファンで、クリスマスプレゼントにはターボマン人形を欲しがっている。父であるハワードの事は何度も約束を破られながらも信じていたが、電話口で彼がつい怒鳴ってしまった事で抑えていた感情を爆発させる。その後、パレードにてターボマンとなったハワードに人形をプレゼントされるが、それを狙って現れたマイロンに襲われる。マイロンに追われるうちにイルミネーションから落ちそうになるも、寸前でハワードに助けられ、共に空を飛んだ。ターボマンの正体が父である事を知った後は和解し、マイロンに「うちに本物のターボマンがいるから」と人形を譲った。
テッド・マルティン
演 - フィル・ハートマン
ラングストン家の隣に住む男性。妻と離婚しており、息子のジョニーを男手一つで育てている。ハワードとは対照的に家庭を何よりも大事にし、更に誰に対しても人当りが良く、近所の奥様方から非常に頼りにされている。ジョニー曰く「昔は違ったけどママと離婚してからこうなった」。実はリズに横恋慕しており、あわよくばハワードから奪い取る事を画策している。ハワードの留守中にもラングストン家に上がり込んでリズの気を引くべく御節介を焼いていた。ハワードが家に盗みに入った際に「取り返しは付かない」と言い放ち、リズと共にパレードに向かう。そこでチャンスとばかりに車内でリズに言い寄るが、敢え無く返り討ちに遭い、水筒で殴りつけられたことで顔面エッグノッグ塗れになってしまう。ハワードとマイロンの戦いが終わった後でジョニーの元に現れ、ハワード一家の仲睦まじい姿を見たことで苛立ちながらジョニーを連れて退散した。
ジョニー・マルティン
演 - E・J・デ・ラ・ペーニャ
テッドの息子でジェイミーの親友。テッドのような親を羨ましがるジェイミーに「君の家も離婚すればいい」と言ってしまう。パレードではターボマンとなったハワードの活躍に見惚れ、その正体を知ると更に驚いたが、直後に現れたテッドに無理矢理連れられて帰って行った。
ハンメル巡査
演 - ロバート・コンラッド
スピード違反をしたハワードを取り締まった警察官。（違反をしたのはハワードだが）嫌味な取り締まりで足止めした結果、ハワードはジェイミーの空手教室に間に合わなかった。しかしその後、ハワードの過失で警察のバイクのミラーを壊され、ラジオ局ではマイロンの残した爆弾をうっかり爆発させてしまい、パレード会場でもハワードに突き倒されて熱いコーヒーを浴びるという散々な目に遭う。マイロンを逮捕した後はターボマンに「警官にならないか？」と声を掛けるが、そのターボマンがハワードだと知って言葉を失った。爆弾処理班に10年いたらしいが、本物の爆弾を全く見抜けなかった。
モールのサンタ
演 - ジェームズ・ベルーシ
ショッピングモールでハワードに声を掛けたサンタクロース姿の怪しい男。現金で人形を渡すと言ってハワードを秘密工場に連れて行くが、その正体は偽物製造を手掛ける詐欺師である。しかも工場で作っているのは外見を似せただけに過ぎない紛い物である（ターボマン人形も音声はスペイン語な上にパーツはすぐにもげた）。子供達の為と言いながらハワードに偽物を300ドルで売り付けるが、偽物と気付いたハワードに犯罪者と罵られた事で、周囲のサンタ達を嗾けてハワードと格闘戦を繰り広げる。しかし最後は警官隊に突入され、工場に居た偽サンタ達もろとも逮捕された。
エルフのトニー
演 - ダニー・ウッドバーン
偽サンタの組織の一員で、本物のエルフのように背が低い男。偽サンタ達を次々と倒していくハワードを背後からスタンガンで奇襲した。しかし最後は偽サンタ達と共に逮捕される。その時の台詞によると、以前も刑務所に入っていたらしい。
ラジオのDJ
演 - マーティン・マル
ラジオで「クイズの正解者はターボマン人形を手に入れる事ができる」と語っていたDJ。本人曰く「リサイクル派」らしい。実はターボマン人形は局内には無く、クイズ正解者に与えられるのはただの引換券だったのだが、早合点したハワードとマイロンが局内に乗り込んできた上に、マイロンには爆弾で脅迫されてしまう。その爆弾は偽物であったが、直後に通報で警察が駆け付け、ハワードとマイロンは逃走。引換券はハワードにちゃっかり持ち逃げされた。
スパーキー
演 - ピーター・ブライトメイヤー
ラジオ局に駆け付けた警官の一人。ハンメル巡査が爆弾に近づいた時には「危ない」と窘め、あっさり爆発させてしまった際には呆れていた。
ゲイル・フォース
演 - フィル・モリス
パレードの実況担当。台本と全く違う台詞を喋るデメンター（マイロン）に戸惑いながらも実況を続ける。
ライザ・ティッシュ
演 - エイミー・ピエッツ
ゲイルと共にパレードの実況を務めるキャスター。ハワードにジェットパックを使って飛ぶように呼び掛ける。
ターボマン
演 - ダニエル・リオーダン
子供達に大人気の特撮ヒーロー。ジェットパックによって縦横無尽に空を飛び、ターボディスクやターボブーメランと言った専用武器で悪と戦う正義の味方。クリスマス・パレードに出演する予定となっており、多くのファンの注目を集めている。当初の予定では、観衆の中から一人の子供を選び、ターボマン人形のスペシャルエディションがプレゼントされる事になっていた。
リハーサルにて役者が酷い事故を起こした（脳死寸前に至る程だったらしい）ために代役を呼んでいたが、そこにたまたま現れたハワードが間違われてターボマンにされてしまう。
デメンター
演 - リチャード・モール
ターボマンの宿敵で、世界征服を目論む悪者。「デーモンチーム」という手下を従えている。パレードではターボマンとの対決ショーを演じる予定だった。しかし役者が出番を待っている最中にマイロンに背後から襲われ、コスチュームを奪われてしまう。
ブースター
演 - カーティス・アームストロング
ターボマンの相棒。しかしどちらかというと敵側のモンスターのような外見ゆえかターボマンとは逆に人気が無く、人形もデメンターの人形と共に大量に売れ残っている（ドラマ内でも活躍出来ていなかった）。パレードでは勝手の分からないハワードに横から指示を出していた。その後現れたデメンターにマイロンが成り代わっている事に気付かず「リハーサルと違う」と指摘するが、マイロンに「人気が無いくせに」とパレードカーから殴り落され、面白がった子供達の袋叩きを受けてしまった。

## キャスト
| 役名                     | 俳優                             | 日本語吹替 | 日本語吹替   |
| 役名                     | 俳優                             | ソフト版   | フジテレビ版 |
| ------------------------ | -------------------------------- | ---------- | ------------ |
| ハワード・ラングストン   | アーノルド・シュワルツェネッガー | 屋良有作   | 玄田哲章     |
| マイロン・ララビー       | シンバッド                       | 内海賢二   | 屋良有作     |
| リズ・ラングストン       | リタ・ウィルソン                 | 山田栄子   | 鈴木弘子     |
| ジェイミー・ラングストン | ジェイク・ロイド                 | 矢島晶子   | 折笠愛       |
| テッド・マルティン       | フィル・ハートマン               | 江原正士   | 有本欽隆     |
| ハンメル巡査             | ロバート・コンラッド             | 稲葉実     | 滝口順平     |
| ラジオのDJ               | マーティン・マル                 | 掛川裕彦   | 茶風林       |
| モールのサンタ           | ジェームズ・ベルーシ             | 稲葉実     | 緒方賢一     |
| ジョニー                 | E・J・デ・ラ・ペーニャ           | 佐藤智恵   | 神代知衣     |
| ターボマン               | ダニエル・リオーダン             |            | 佐々木誠二   |
| デメンター               | リチャード・モール               | 宝亀克寿   | 手塚秀彰     |
| モールのおもちゃ屋の店長 | ジョン・ロスマン                 | 星野充昭   | 小島敏彦     |
| エルフのトニー           | ダニー・ウッドバーン             |            | 茶風林       |
| スパーキー               | ピーター・ブライトメイヤー       |            | 竹村拓       |
| ゲイル・フォース         | フィル・モリス                   | 大川透     | 吉田孝       |
| ライザ・ティッシュ       | エイミー・ピエッツ               | 堀越真己   | 佐藤しのぶ   |
| パレードのブースター     | カーティス・アームストロング     | 辻親八     | 沢木郁也     |
| ガサ入れに入る刑事       | アラン・ブルーメンフェルド       |            |              |
| 大統領（劇中劇）         | ハーヴェイ・コーマン             |            |              |

- ソフト版初出：VHS・DVD

その他吹き替え - 定岡小百合、紗ゆり、関口英司、小野美幸
制作スタッフ - 演出：高城民雄、翻訳：平田勝茂、制作：クリプリ
- フジテレビ版初回放送：2000年9月23日『ゴールデン洋画劇場』Blu-rayに収録。

その他吹き替え - 斎賀みつき、田尻ひろゆき、荒井静香、向殿あさみ、日野由利加、落合弘治
制作スタッフ - 演出：春日正伸、翻訳：松崎広幸、調整・効果：栗林秀年、編集・録音：ムービーテレビジョンスタジオ、制作：ムービーテレビジョン、プロデューサー：前田久閑（フジテレビ）

## 評価
レビュー・アグリゲーターのRotten Tomatoesでは47件のレビューで支持率は19%、平均点は4.30/10となった。Metacriticでは23件のレビューを基に加重平均値が34/100となった。

## 受賞
- ラジー賞最低監督賞ノミネート（1997年） - ブライアン・レヴァント[6]
- ゴールデン・カメラ賞インターナショナルベストアクター賞受賞（1997年） - アーノルド・シュワルツェネッガー[6]
- ブロックバスター・エンターテインメント賞Favorite Supporting Actor - Family受賞（1997年） - シンバット[6]

## ターボマン フィギュア
- 劇中では、小さいサイズと大きいサイズが登場した。小さいサイズはパッケージにDELUXE 14INCH EDITIONという表示があり、約36cm。「14INCH EDITION」は高さを14インチに変更して新発売という意味になり、つまりは別のサイズが既に販売済みであることを意味している。大きいサイズは、パレードシーンでプレゼント用として登場した。
- タイガー・エレクトロニクスが、映画公開に合わせて約34cmのターボマンフィギュアを販売した。関節可動、音声機能、LED点滅機能があることで、形状はややアレンジされている。パッケージにはJingle All the Wayの表示はないが、パッケージ裏面に版権TM & © 1996 Twentieth Century Fox Film Corporation.がある。

## 続編
続編『ジングル・オール・ザ・ウェイ2』はラリー・ザ・ケーブル・ガイ主演のオリジナルビデオとして、2014年にリリースされた。